# آسیاب کنویست
آسیاب کنه بیست مربوط به دوره پهلوی اول است و در شهرستان مشهد، بخش مرکزی، دهستان کنه بیست، ضلع جنوبی روستای کنه بیست واقع شده و این اثر در تاریخ ۲ مرداد ۱۳۸۷ با شمارهٔ ثبت ۲۳۰۹۱ به‌عنوان یکی از آثار ملی ایران به ثبت رسیده است.